# Чудін Тимофій Прохорович
Тимофій Прохорович Чудін (? — ?) — радянський діяч, передовик виробництва, завідувач шахти № 5/6 імені Дімітрова тресту «Красноармійськвугілля» Сталінської (Донецької) області. Кандидат у члени ЦК КП(б)У в червні 1938 — травні 1940 року.

## Біографія
Працював на шахтах Донбасу.
Член РКП(б) з 1925 року.
На 1938—1939 роки — завідувач шахти № 5/6 імені Дімітрова тресту «Красноармійськвугілля» комбінату «Сталінвугілля» Сталінської (Донецької) області.
Подальша доля невідома.

## Нагороди
- орден Леніна (17.02.1939)
- медалі